# 1985 год в истории железнодорожного транспорта
1985 год в истории железнодорожного транспорта

## События
- В Японии начата эксплуатация поезда серии 100 сети Синкансэн.
- Начато строительство Амуро-Якутской магистрали.
- Сдан в постоянную эксплуатацию Байкальский тоннель.

## Новый подвижной состав
- В СССР ПО «Ворошиловградтепловоз» был построен опытный тепловоз ТЭ127.
- В США на заводах компании EMD начато производство тепловозов серий GP59 и GP60.